# Bilet peronowy

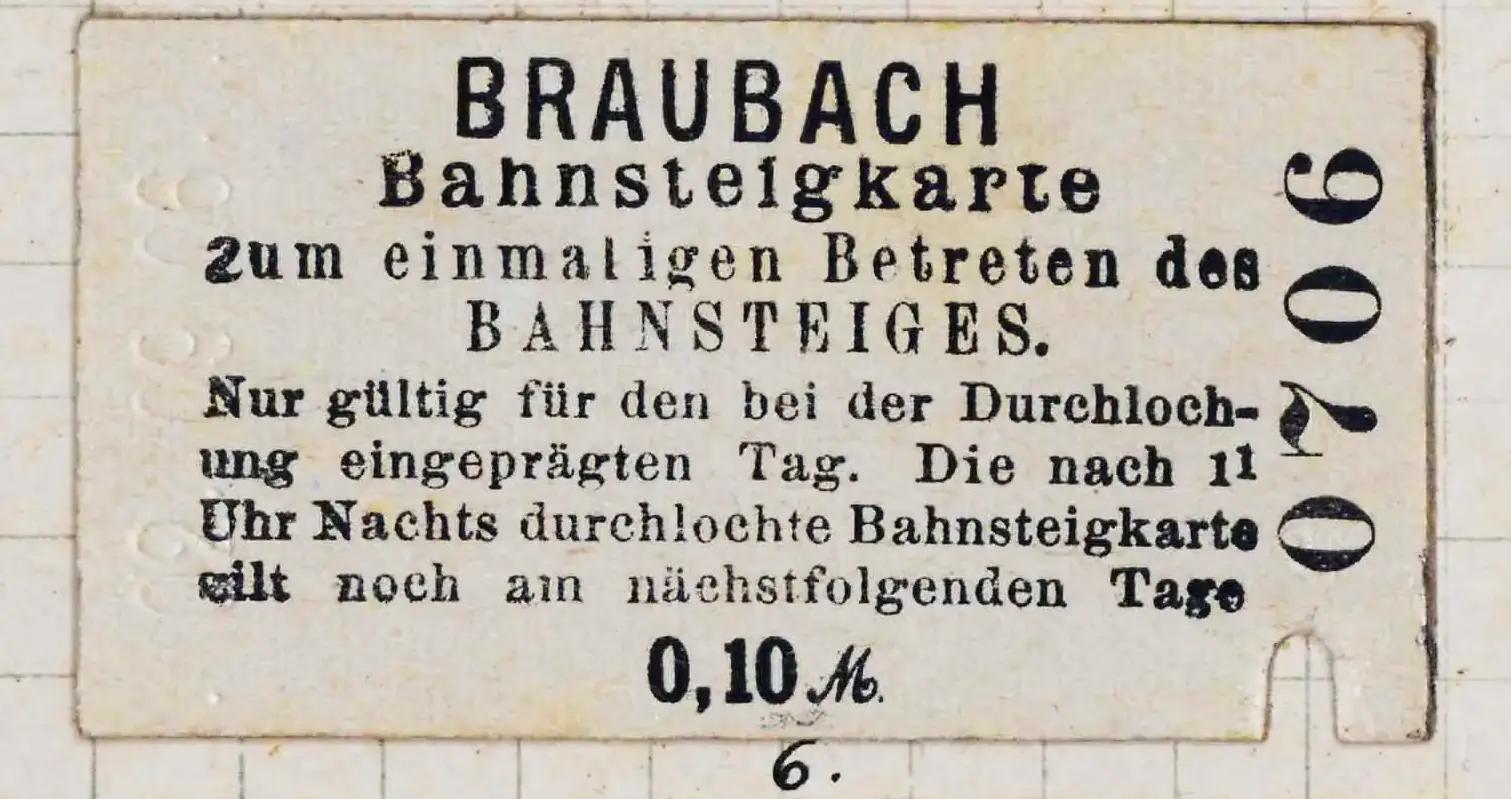
Niemiecki bilet peronowy z pocz. XX wieku

Bilet peronowy, pot. peronówka – dokument uprawniający posiadacza do przebywania na peronie dworcowym, niedający jednak prawa do podróży koleją.
Celem istnienia biletów peronowych jest uzyskanie przez zarządcę infrastruktury kolejowej środków na utrzymanie obiektów dworcowych oraz zapobieganie korzystaniu z dworcowych obiektów przez bezdomnych.

## Historia
Bilety peronowe do II wojny światowej były używane w niemal całej Europie.
Uwieczniono je także w anegdocie, w której autorstwo zdania „niemieccy towarzysze ruszą do ataku na stację kolejową tylko wtedy, gdy przedtem wykupią bilety peronowe” przypisuje się niekiedy Leninowi. O biletach peronowych jako przejawie absurdalności przepisów w PRL pisał Jacek Fedorowicz w książce W zasadzie ciąg dalszy, gdzie przedstawił je jako uciążliwą fikcję.

### Polska
W Polsce bilety peronowe były koloru różowego; były to bilety kartonikowe systemu Edmondsona.
Polskie Koleje Państwowe zaprzestały sprzedaży biletów peronowych w 1968 roku.